# Sith (рушій)
Sith engine — це ігровий рушій, розроблений LucasArts. Гра Jedi Knight: Dark Forces II базується на цьому рушію, а її доповнення, Jedi Knight: Mysteries of the Sith, використовує злегка оновлену версію цього рушія.
Він був імпортований в Grim Fandango, як частина рушія GrimE, і використаний в Star Wars Droidworks.

## Принцип роботи
Рушій спроектований у дуже простій манері, але він також має суворі обмеження на те, що може бути зроблене. Наприклад, він не підтримує покольорову прозорість (англ. per-color transparency), а рівень згладжування у нього такий же, як і в Nintendo 64. Проте, рендеринг відбувається з легкістю, хоча фонове оточення й зброя при виді «від першої особи» мають тенденцію перебувати на зовсім різних рендеримих шарах. Тло буде відображатися при 30 кадрах у секунду, у той час як зброя буде рендеритися при 60 кадрах у секунду. Хоча це й не викликає ніяких проблем в процесі гри.
3do-файли — це тривимірні моделі, використовувані рушієм Sith як основу для побудови зображення. Кожна містить визначення текстур, називані MAT-файлами, і текст, у якому детально описані імена сіток, вершини, поверхні, те, як вони затінені, і таке інше. MAT-файли — це конвертовані 256-кольорові точкові малюнки (див. BMP). Ці зображення можуть бути відрендерені тільки в правильних багатокутниках, число сторін яких кратно 8-ми. Оскільки об'єднання всіх текстур в одному файлі дуже довго було недосяжним (доти, доки досконаліші методи включення текстур не були знайдені в 3do-моделях, зроблених фанатами), кожна окрема частина тіла мала окрему текстуру. У деяких випадках текстури використовувалися багаторазово.
Анімація 3do-моделей міститься у файлах, називаних KEY-файлами. Хоча вони мають таке ж розширення, як і файли реєстру Windows, вони дуже сильно різняться. KEY-файли — це анімаційні визначення такі, як кожний кадр анімаційної послідовності моделі гравця й супротивника, також у цих файлах іноді можуть бути визначені навіть траєкторії польоту кораблів. Масштабними змінами KEY-файлів можна створити нові рухи персонажів, хоча в деяких випадках KEY-файли супротивника й KEY-файли гравця незмінні.